# 맷 웨스트
맷 웨스트(Matthew Robert O'Neil West, 1988년 11월 21일 ~ )는 미국의 야구 선수다. 2007년 2라운드에 텍사스 레인저스에 지명되어 입단했다.